# 菲施巴赫河 (里斯巴赫河支流)
47°32′15″N 11°26′19″E / 47.53746°N 11.43873°E

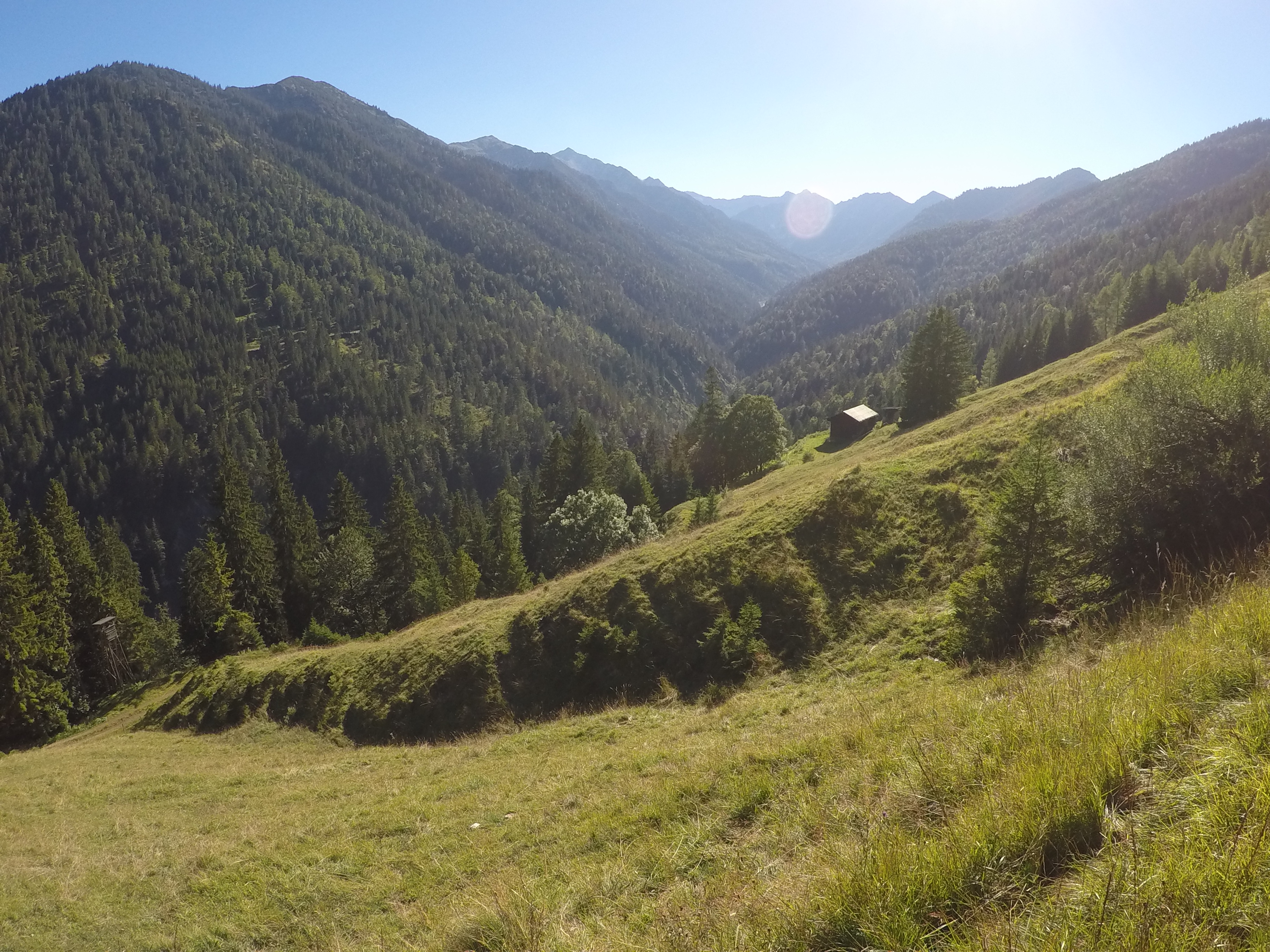

菲施巴赫河是德國的河流，位於該國東南部，由巴伐利亞負責管轄，屬於里斯巴赫河的左支流，河道全長9.8公里，流域面積23.3平方公里。